# 1. Simmeringer Sportclub
L'1. Simmeringer Sportclub, detto comunemente Simmering o 1. SSC è una società calcistica austriaca di Vienna, con sede nell'undicesimo distretto cittadino.
Dopo aver militato a lungo nella massima serie, una crisi finanziaria ha portato al fallimento nel 1985. Oggi il club milita nella Regionalliga Ost, terza divisione nazionale.

## Storia
Fondato nel 1901 come sezione calcistica del preesistente 1. Simmeringer Amateur-Sport-Club (1892), esordì nel primo campionato nazionale (1911-1912) nella massima divisione, la 1. Klasse, concludendo al 5º posto, pur vincendo entrambi i confronti col Rapid Vienna campione. Fino al 1927 i rossoneri rimasero stabilmente nella massima categoria, anche dopo l'introduzione del professionismo nel 1924. In questi anni il Simmeringer ottenne il piazzamento più prestigioso della sua storia, il 3º posto del torneo 1925-1926, quando nelle sue file militavano calciatori come Karl Sesta e Johann Horvath. Gli anni venti sono per questo definiti come il "periodo d'oro" del club.
La retrocessione del 1928 fu l'inizio di una crisi che si protrasse fino all'occupazione nazista. Solo nel 1937-1938 il club riuscì infatti a recuperare il posto in Nationalliga.
Dopo la seconda guerra mondiale il Simmeringer è tornato a recitare un ruolo da protagonista, e dopo la promozione del 1951 ha militato ininterrottamente per 13 anni nel massimo campionato, fino cioè al 1964. In questo periodo i rossoneri hanno anche preso parte alla Coppa Mitropa, nell'edizione del 1960. Per tutti gli anni sessanta continua a salire e scendere dalla prima alla seconda serie, infine, nel 1974, con la riforma federale che istituisce la Bundesliga a 10 squadre, il Simmeringer viene retrocesso in seconda divisione, in quanto Vienna aveva solo due posti disponibili in campionato, occupati da Rapid e Austria. Questa esclusione decisa "a tavolino" privò la squadra di risorse economiche e portò, nel giro di nove anni, al fallimento.
Nella stagione 1981-1982 il club gioca la sua ultima stagione in Bundesliga, nella quale esordisce Anton Polster, in prestito dall'Austria Vienna, con 13 presenze e 8 gol. Ma dopo il fallimento di tre anni dopo, i rossoneri vengono retrocessi nella Wiener Stadtliga, quarto livello del campionato austriaco, il più basso mai frequentato sino ad allora. La permanenza in Stadtliga dura ben 13 anni, con l'acuto del 1993, quando conquista la coppa della Wiener Fußball-Verband. Nella stagione 1998-1999, aiutato dall'ex-nazionale Andreas Ogris, il Simmeringer conquista la promozione in Regionalliga, dove resta per due anni prima di subire un'altra retrocessione. Un risultato di rilievo venne comunque conseguito in ÖFB-Cup, con l'eliminazione del Ried, club di Bundesliga, e la sfida contro l'Austria Salisburgo. La partita richiama ben 6.000 spettatori al Simmeringer Had, e si conclude però con una sconfitta per 0-1.
Lo stesso Ogris tornerà in veste di allenatore nella stagione 2001-2002, portando il club alla vittoria del campionato viennese.
Una nuova, ed inattesa, crisi sportiva si presenta nella stagione 2007-2008, quando il Simmeringer retrocede per la prima volta in un campionato di quinta serie, l'Oberliga A viennese. L'immediata promozione dell'anno successivo, e l'innesto di giocatori come Thomas Reitprecht o Marco Purk hanno portato al terzo posto della stagione 2009-2010, ad un passo dalla promozione in Regionalliga.
Promozione che è stata centrata nella successiva stagione 2010-2011, che ha sancito il ritorno dei rosso-neri nel calcio professionistico.

## Colori e simbolo
I colori sociali tradizionali sono il rosso e il nero. La divisa è a strisce verticali rosso-nere, mentre quella da trasferta è completamente bianca.
Sullo stemma campeggiano le iniziali del nome sociale: 1. S. S. C.

## Stadio
L'impianto del club è il Simmeringer Had, capace di 5.000 spettatori. Situato nell'undicesimo distretto, fu costruito negli anni dieci del ventesimo secolo, e nel 1920 era lo stadio più grande del Paese. Nella primavera del 2010 sono iniziati i lavori di ristrutturazione del manto erboso artificiale, completato per i 110 anni del club.
Nel 1919-1920 e nel 1923-1924 ospitò la finale della coppa nazionale.

## Organico

### Rosa
Aggiornato all'8 settembre 2010.
| N. |                    | Ruolo | Calciatore         |
| -- | ------------------ | ----- | ------------------ |
|    | Austria (bandiera) | P     | Murat Sahin        |
|    | Austria (bandiera) | P     | Rafael Müllner     |
|    | Austria (bandiera) | C     | Lukas Haselsteiner |
|    | Austria (bandiera) | D     | Mehmet Keles       |
|    | Austria (bandiera) | D     | Miloš Djurić       |
|    | Austria (bandiera) | D     | Michael Schoiswihl |
|    | Austria (bandiera) | D     | Thomas Bartholomay |
|    | Austria (bandiera) | C     | Gezim Saliji       |
|    | Austria (bandiera) | C     | Mario Santner      |
|    | Austria (bandiera) | A     | Mario Janisch      |
|    | Austria (bandiera) | C     | Murat Ad           |

| N. |                    | Ruolo | Calciatore          |
| -- | ------------------ | ----- | ------------------- |
|    | Austria (bandiera) | C     | Michael Buljovcić   |
|    | Austria (bandiera) | C     | Elvin Osmani        |
|    | Austria (bandiera) | C     | Christian Schilling |
|    | Austria (bandiera) | A     | Anthony Ugwoke      |
|    | Austria (bandiera) | A     | Antonio Dolibasić   |
|    | Austria (bandiera) | C     | Florian Kremser     |
|    | Austria (bandiera) | D     | René Herbst         |
|    | Austria (bandiera) | D     | Emre Öztürk         |
|    | Austria (bandiera) | D     | Dincer Akar         |
|    | Austria (bandiera) | A     | Rashidi Gilkes      |
|    | Austria (bandiera) | C     | Alen Orman          |

## Palmarès

### Competizioni nazionali
- Campionato di Staatsliga B: 1

1950-1951
- Campionato di Regionalliga: 4

1964-1965, 1969-1970, 1972-1973

### Competizioni regionali
- Coppa di Vienna: 1

1993-1994
- Campionati di Vienna: 3

1998-1999, 2001-2002, 2010-2011
- Campione di Oberliga: 1

2008-2009

### Altri piazzamenti
- Campionato austriaco:

Terzo posto: 1925-1926
- Coppa d'Austria:

Semifinalista: 1937-1938
- Coppa di Vienna: finalista

2001-2002

## Risultati internazionali
- Coppa Mitropa 1960

| Squadra 1   | Totale | Squadra 2 | Andata | Ritorno |
| ----------- | ------ | --------- | ------ | ------- |
| Ferencváros | 6 - 3  | Simmering | 1 - 2  | 5 - 1   |